# Самокиш, Николай Семёнович
Никола́й Семёнович Само́киш (рус. дореф. Николай Семеновичъ Самокишъ; 13 (25) октября 1860 год, Нежин, Черниговская губерния, Российская империя — 18 января 1944, Симферополь, РСФСР, СССР) — российский и советский художник-баталист и педагог, работавший также в области анималистического жанра и книжной графики. Академик живописи (1890) и действительный член Императорской Академии художеств (1913), заслуженный деятель искусств РСФСР (1937). Лауреат Сталинской премии второй степени (1941).
Муж и соавтор иллюстратора Елены Самокиш-Судковской.

## Биография
Родился 13 (25) октября 1860 года в Нежине Нежинского уезда Черниговской губернии Российской империи (ныне в Черниговской области Украины) в семье почтальона Нежинской почтовой конторы Семёна Самокиша, предположительно — этнического венгра. Дошкольные годы Николая Самокиша прошли в селе Носовка, в 30 км от Нежина, в семье деда по матери — черниговского казака Дмитрия Ивановича Сеника. 
Носовка была старинным казацким селом, там сохранялись ещё памятники далёкого боевого прошлого. (…) В центре были видны остатки вала и рва, ограждавших село от грабительских набегов крымских татарских орд. На главной площади стояли пушки времён Богдана Хмельницкого. (…) В кладовой деда висела большая казацкая сабля, принадлежавшая прадеду — предмет восхищения маленького Мыколы Самокиша.— пишет биограф художника А. И. Полканов
С 8 лет Николай воспитывался в доме родителей. Окончил четыре класса классической гимназии Нежинского юридического лицея, созданного на базе Гимназии высших наук и лицея князя А. А. Безбородко, учебного заведения, в котором учился Н. В. Гоголь, Н. В. Кукольник, Е. П. Гребёнка и др. Первоначальные художественные навыки получил в гимназии у учителя рисования Р. К. Музыченко-Цыбульского, у которого также брал частные уроки живописи. Первая попытка поступить в Императорскую Академию художеств не удалась, но был принят вольнослушателем в батальную мастерскую профессора Б. П. Виллевальде (1878). Через год занятий был принят студентом. Учился в Императорской Академии художеств (1879—1885), класс Б. П. Виллевальде, другие учителя — П. П. Чистяков и В. И. Якоби.
Быстро начал добиваться успехов. Уже в 1881 году получил малую золотую медаль за картину «Возвращение войск на родину». В 1882 году издал первый альбом офортов, выполненных под руководством Л. Е. Дмитриева-Кавказского. В следующем, 1883 году получил премию С. Г. Строганова за картину «Помещики на ярмарке». В 1884 году был награждён второй малой золотой медалью за картину «Эпизод из битвы при Малом Ярославце», а картину «Прогулка» приобрёл для своей галереи П. М. Третьяков. В 1885 году за дипломную работу «Русская кавалерия возвращается после атаки на неприятеля под Аустерлицем в 1805 году» получил большую золотую медаль и звание классного художника 1-й степени. За годы обучения в Академии Н. С. Самокиш получил семь медалей, из них пять серебряных и две золотые. С 1885 по 1888 год совершенствовался в Париже под руководством известного баталиста Эдуарда Детайля. В 1890 году за работу «Табун маток Ново-Томниковского конного завода» удостоен звания академика.
В 1888 году ездил на Кавказ для сбора материала для картин, заказанных Кавказским военно-историческим музеем. Создал три полотна: «Сражение при Авлиаре», «Баталия при речке Иори», «Защита Наурской станицы», которые принесли ему известность как баталисту.

### Иллюстратор
Конференц-секретарь Академии художеств П. Ф. Исеев показал рисунки Самокиша великому князю Владимиру Александровичу, президенту Академии. Тот представил рисунки наследнику Николаю Александровичу. Молодого художника рекомендовали военному ведомству для зарисовок манёвров. С 1890 года он приступил к работе. 
И вот я вступил на путь иллюстрированной работы, не подозревая, как я втянусь в это дело и буду отдавать этой работе большую часть моего времени, изредка только принимаясь писать картины для выставок.
 — записал позднее Самокиш в своём дневнике. В 1889 году женился на Елене Петровне Судковской (урождённой Бенард). В браке она приняла двойную фамилию Самокиш-Судковская. Елена Петровна Самокиш-Судковская (1863—1924) — известный книжный иллюстратор, ученица В. П. Верещагина. Много иллюстрировала А. С. Пушкина. Очень известны её иллюстрации к сказке Ершова «Конёк-горбунок». В 1896 году за рисунки для «Коронационного сборника» получила Высочайшую награду и медаль на голубой ленте. Супруги временами работали вместе, так они оба участвовали в подготовке иллюстрированного издания «Мёртвых душ» Гоголя (типография А. Ф. Маркса, 1901) и четырёхтомной эпопеи врача и антрополога А. В. Елисеева, «По Белу Свету» (СПб. Изд. П. П. Сойкина, 1902). 
Особенно удались Самокишу величественные пейзажи и яркие типажи Французского Алжира. Перелистывая пожелтевшие страницы елисеевских фолиантов, любуясь пальмами и скалами, арабской и берберской архитектурой, восседающими на верблюдах бедуинами и лихими кавалеристами-спаги, — как-то невольно забываешь, что весь этот удивительный и отчасти уже ушедший в небытие мир изображён не с натуры, а с фотоснимков.— пишет журналист Михаил Девлеткамов (газета «Достоинство», № 10 / 1998 г.)
 В зале ожидания для пассажиров первого и второго классов, расположенного на втором этаже Витебского вокзала (первоначальное название — Царскосельский), возведённого в 1901—1904 годах, стены украшены панно Н. С. Самокиша и Е. П. Самокиш-Судковской. Художники осуществили замысел архитекторов: создание в пяти десюдепортах зала стенных панно, отражающих историю Царскосельской железной дороги. Н. С. Самокиш выполнил четыре панно: «Станция Царскосельской ж. д. в С.-Петербурге. 1837», «Первый проезд Императора Николая I по Царскосельской ж. д. 1837», «Станция Царскосельской ж. д. в С.-Петербурге. 1900», «Станция Царскосельской ж. д. в Царском селе. 1902», Е. П. Самокиш-Судковская — «Павловский вокзал Царскосельской ж. д. Двадцатипятилетие. 30 октября 1862 года». Впоследствии Гражданская война разлучила супругов. Елена Петровна скончалась в эмиграции в Париже, в 1924 году. Имена Н. С. Самокиша и Е. П. Самокиш-Судковской были внесены в почётную книгу «Россия в прошлом и настоящем. 1613—1913» (раздел «Русская школа живописи»).
Вместе с С. Васильковским и Д. Яворницким Н. С. Самокиш работал над иллюстрациями к альбомам по истории Украины (1898—1904) («Из украинской старины», «Мотивы украинского орнамента»). Автор тысяч книжных и журнальных иллюстраций. Среди них — иллюстрации к произведениям А. С. Пушкина («Полтава»), Л. Н. Толстого («Холстомер»), Н. В. Гоголя, Марко Вовчка, Л. А. Мея, И. С. Нечуя-Левицкого, М. Горбаня и др.
Среди наиболее известных работ — иллюстрации и художественное оформление очерков Н. И. Кутепова «Великокняжеская, царская и императорская охота на Руси» в 4-х томах (1896—1911). В иллюстрировании книги приняли участие Л. С. Бакст, А. К. Беггров, А. Н. Бенуа, А. М. Васнецов, В. М. Васнецов, Е. Е. Лансере, К. В. Лебедев, А. П. Рябушкин, И. Е. Репин, В. И. Суриков, Ф. А. Рубо, Л. О. Пастернак, К. А. Савицкий, В. А. Серов, А. С. Степанов. Использовались и литогравюры с произведений Дж. Доу, В. Г. Шварца, Ф. Г. Солнцева, А. Д. Литовченко. Однако оформление всего издания в целом было возложено на Н. С. Самокиша. В частности, он лично выполнил 173 иллюстрации к четырём томам «Охоты». Это издание принесло художнику славу анималиста.
Другая знаменитая работа — рисунки пером, сепией, тушью и акварелью к книге Г. И. Радде, описывающей путешествие великих князей в Индию. К этому изданию Самокиш исполнил 456 рисунков! Также Самокиш проиллюстрировал монументальный путеводитель П. Н. Краснова «По Азии».
Хорошо известны работы Самокиша, посвящённые украинскому поэту Т. Г. Шевченко. Художник с детства любил поэзию Шевченко, высоко ценил его художественное творчество. В связи со 125-летием со дня рождения поэта, которое отмечалось в 1939 году, Николай Самокиш подготовил две работы: «Разгон демонстрации трудящихся Киева в 1914 году, посвящённой 100-летию со дня рождения Т. Шевченко» и «Царские жандармы везут Шевченко в ссылку».

### Художник — военный корреспондент
Много иллюстраций художника было опубликовано в журналах «Нива» и «Солнце России». По заданию «Нивы» в мае 1904 года он уехал на фронт Русско-японской войны и работал там как художник журнала «Летопись войны с Японией» до конца 1904 года. Результатом поездки на фронт стал альбом Самокиша «Война 1904—1905. Из дневника художника». Кроме альбома рисунков, по фронтовым впечатлениям были созданы картины. Самая знаменитая из них — «Ляоян. 18 августа 1904 года». Полотно, посвящённое одной из самых жестоких битв между русской и японской армиями, в 1910 году поместили в военную галерею Зимнего дворца. В 1907 г. Самокиш проиллюстрировал книгу А. Е. Маковкина, «1-й Нерчинский полк Забайкальского казачьего войска», посвящённую подвигам забайкальцев в Русско-японской войне.
В 1912 году вся Россия отмечала 100-летие Отечественной войны 1812 года. К этому юбилею Н. С. Самокиш создал серию рисунков для журнала «Нива» — целый ряд последовательных эпизодов, главнейших сражений и походов русской и французской армий: от «Перехода через Неман 12 июня 1812 г.» до «Наполеон оставляет армию в Сморгони 3 ноября 1812 г.». Широкую известность получили выполненные к юбилею работы «Атака Шевардинского редута» и «Подвиг солдат Раевского под Салтановкой».
В 1915 году Н. С. Самокиш сформировал с Высочайшего разрешения «художественный отряд» из пяти учеников батального класса Академии художеств (Р. Р. Френц, П. И. Котов, П. В. Митурич, П. Д. Покаржевский, К. Д. Трофименко) и выехал на фронт Первой мировой войны. Это уникальный случай в истории искусства — художественная практика на фронте. Было выполнено около четырёхсот работ. Рисунки Самокиша были (частично) опубликованы в изданиях Д. Маковского «Великая война в образах и картинах» (1915) и «Русским героям Сербии и Черногории» (1915). По мнению некоторых историков, именно книга Самокиша послужила распространению названия «Великая война» (применительно к Первой мировой), которое потом, соединившись с «Отечественной войной» (используемой для войны с Наполеоном 1812 года), дало имя «Великой Отечественной войне».

### «Даже кляча на скаку красива и живописна» (Н. С. Самокиш)
Лошади занимают особое место в творчестве Самокиша. За изображения лошадей его награждали (избрали академиком за «Табун рысистых маток», дали медаль Всемирной выставки за «Четверню на повороте»), но не только. За любовь к рисованию лошадей его и свысока ругали, писали, что он «халтурщик» и «повторяется» в своих рисунках «на батальные и „лошадиные“ темы».

А вот что пишет сам Н. С. Самокиш 24 апреля 1929 года своему будущему ученику, красноармейцу, ветерану Отдельной Кавалерийской Дивизии Марку Домащенко: 
Ваша любовь к лошади и кавалерийскому делу находит живой отклик в моей душе, так как я люблю это и как художник и как бывший кавалерист (в Японскую войну). В этом направлении я и работаю до сего дня, лошадь считаю благородным и красивым созданием и стараюсь изображать ея не только с наружной стороны, но и передать ея психику, ея порыв, что самое красивое у лошади, даже кляча на скаку красива и живописна.

### Педагог
Самокиш преподавал всю жизнь с 1894 года, когда его пригласили в Рисовальную школу, где он вёл рисунок и живопись 23 года. По учебному пособию Н. С. Самокиша «Рисунок пером» до сих пор учатся российские художники-иллюстраторы. Действительный член Императорской Академии художеств (1913), где преподавал с 1912 года, профессор, руководитель батального класса в 1913—1918 годах.
Среди его учеников известные художники: М. И. Авилов, П. И. Котов, П. В. Митурич, Г. К. Савицкий, К. Трохименко, Л. Чернов.
В Академии художеств преподавал до 1918 года, когда Совнарком РСФСР упразднил старую Академию и создал на её базе Государственные свободные художественные мастерские. Преподавал и на этих курсах до своего отъезда. В 1920-х — 1930-х годах работал в Крыму.
В 1918—1921 годах жил в Евпатории (где написал более 30 картин), с 1922 года — в Симферополе. Создал в Симферополе собственную художественную студию (студия Самокиша), которая стала основным региональным центром художественного образования. Собирал и поддерживал талантливую молодёжь. Среди его симферопольских учеников — Народный художник Украины Яков Александрович Басов (учился у Самокиша с 1922 по 1931 год), художник, педагог, заслуженный работник культуры РСФСР Осип Абрамович Авсиян, Амет Устаев, Мария Викентьевна Новикова, Марк Николаевич Домащенко, Сергей Константинович Зюмбилов и многие другие. Постановлением Совнаркома Крыма № 192 от 28 июня 1937 года «О реорганизации студии имени академика Н. С. Самокиша в Государственное среднее художественное училище имени заслуженного деятеля искусств академика Н. С. Самокиша» на базе студии Самокиша было организовано Крымское художественное училище.
В 1936—1941 годах работал в Харьковском художественном институте (ХХИ); проживал на первом этаже дома А. Н. Бекетова по ул. Дарвина, 39. Самокиш связан с историей художественного образования в Харькове «с самого начала» — с первого здания. В 1904 году в Харькове начали «решать вопрос» о строительстве здания для Городской школы рисунка и живописи. С. В. Васильковский и Н. С. Самокиш выдвинули условие, чтобы фасады здания были созданы с использованием мотивов украинского зодчества. Городская дума была против. Наконец сопротивление Думы было преодолено, конкурс фасада выиграл К. Н. Жуков, представивший проект в стиле украинского модерна. Здание было завершено в 1912—1913 годах. В ноябре 1912 года при Харьковском литературно-художественном кружке на автономных правах был образован Украинский художественно-архитектурный отдел под председательством С. В. Васильковского. А Н. С. Самокиш, конечно, с самого начала — член этого отдела. Главной задачей отдела стало продолжение и развитие украинских и южно-русских художественных традиций. Кружок работал до 1919 года. Почётным членом кружка был И. Е. Репин. С той поры (1911—1912) в Харькове на улице Мироносицкой сохранился дом, подъезд которого расписали С. В. Васильковский и Н. С. Самокиш (изящный цветочный орнамент кисти Самокиша украшает два этажа лестничного пролёта, а на одной из стен, вместо окна, был пейзаж Васильковского). В 1936—1941 годах преподавал в Харьковском художественном институте, с 1938 года руководил батально-исторической мастерской.

### Отношения с Советской властью
Представляется необоснованным говорить о симпатиях Самокиша к Советской власти, (…) тем более, что предыдущее творчество и биография художника также не дают для этого повода. Единственный рисунок на „революционную“ тему был сделан Самокишем в 1905 г. — „Драгунский разъезд на Выборгской стороне“: на нём изображено «убийство из-за угла русского солдата революционером-дружинником»… Но представители новой власти сами проявили интерес к прославленному художнику.— историк Андрей Кручинин // «Военная быль»  — 1994. — № 5.
Член Ассоциации художников революционной России (АХРР) с 1923 года. Ассоциация художников революционной России была создана в 1922 году. С момента создания в ней состоял один из ближайших учеников Н. С. Самокиша — участник поездки на фронт 1914 года П. И. Котов. В Декларации АХРР объявлялось гражданским долгом мастера «художественно-документальное запечатление величайшего момента истории в его революционном порыве».
Советская власть высоко оценила талант и достижения Н. С. Самокиша и отмечала его почётными званиями, премиями, орденом. В советский период мастер создал живописные циклы о Гражданской войне («Разведка»,1923; «Пулемётная тачанка», 1930; «Н. А. Щорс в бою под Черниговом», 1938). Он был главным консультантом при создании самого масштабного художественного проекта Советской России до 1941 года — панорамы «Штурм Перекопа», написал картины «Переход Красной Армии через Сиваш» (1935), «Штурм Перекопа», «Штурм Перекопского вала» и др.). Однако «Красный цикл» уравновешивается другим циклом, посвящённым казацкой доблести XVII века, Освободительному восстанию гетмана Богдана Хмельницкого: «Въезд Богдана Хмельницкого в Киев в 1648 г.» (1929), «Бой Богуна с Чернецким под Монастырищем» (1931), «Бой Максима Кривоноса с Иеремией Вишневецким» (1934), «Гетманцы» (1934) и другие. Впрочем, и картины о Гражданской войне отнюдь не производят впечатления пропагандистски-коммунистических.
Нет у него какого-либо очернения, окарикатуривания Белых бойцов. Заслуживает, в данной связи, внимания неоконченное полотно Самокиша, «Поединок» (1938), где сошлись в смертельной схватке донской офицер и кавалерист-будённовец. Ещё секунда — и оба они падут замертво! Жертвами братоубийственной войны… И — будь эта работа анонимной — никто и не пытался б разгадывать, не стал бы задаваться вопросом: а на чьей же стороне симпатии автора?— Михаил Девлеткамов // газета «Достоинство». — 1998. — №10.

Самокиш сохранял связи с опальными украинскими интеллигентами 1930-х годов. Примечательна цитата из письма, отправленного Самокишу в июле 1936 года опальным академиком Д. И. Яворницким: 
Многоуважаемый Николай Семёнович! В Ваши края едет на службу в Красную армию молодой врач Д. И. Якимюк. Это добрый казак, которого я хорошо знаю, так как жил у меня два года. Очень прошу Вас, дорогой Николай Семёнович, приласкайте его, как своего сына… Покажите ему шедевры своей кисти…
Во время немецкой оккупации Крыма (1941—1944) Самокиш оставался в Симферополе, где проживал по ул. Жуковского, 22. С 1 сентября 1942 года ему была назначена персональная пенсия в размере 230 рублей. До своей смерти он руководил объединением художников. Скончался 18 января 1944 года в Симферополе. Последние годы жизни Н. Самокиша были омрачены весьма бедственным положением: чтобы как-то выжить в условиях гитлеровской оккупации, художник был вынужден продавать свои работы немецким и румынским офицерам. Похоронен на 1-м Гражданском (Старорусском) кладбище Симферополя. Могила находится у Храма Всех Святых; внесена в государственный реестр недвижимых памятников Украины Постановлением Кабинета министров Украины от 03.09.2009 года за № 928, охранный номер 010002-Н. Выходившая в Симферополе русская коллаборационистская газета «Голос Крыма» поместила на своих страницах сочувственный некролог.

## Награды и премии
- Малая золотая медаль Императорской Академии художеств за картину «Возвращение войск на родину» (1881).
- премия С. Г. Строганова за картину «Помещики на ярмарке» (1883).
- Малая золотая медаль Императорской Академии художеств за картину «Эпизод из битвы при Малом Ярославце» (1884).
- Большая золотая медаль Императорской Академии художеств за картину «Русская кавалерия возвращается после атаки на неприятеля под Аустерлицем в 1805 году» (1885).
- Орден Святого Владимира 4-й степени
- Серебряная медаль Всемирной выставки в Париже (1900) за картину «Четверня на повороте».
- Заслуженный деятель искусств РСФСР (1937).
- Сталинская премия второй степени (1941)[5][28] — за картину «Переход Красной Армии через Сиваш» (1935).
- Орден Трудового Красного Знамени (07.09.1940) — за выдающиеся заслуги в деле развития батальной живописи, в связи с исполняющимся 80-летием со дня рождения и 55-летием художественно-педагогической деятельности.

## Память
- Постановлением Совнаркома Крыма № 192 от 28 июня 1937 года «О реорганизации студии имени академика Н. С. Самокиша в Государственное среднее художественное училище имени заслуженного деятеля искусств академика Н. С. Самокиша» на базе студии Самокиша было организовано Крымское художественное училище.
- Указом Верховного Совета РСФСР «О переименовании населённых пунктов Крымской области» от 18 мая 1948 г. село Караджанай было переименовано в село Самокиши (в 1970-х годах из-за близости построенного титанового завода было расселено)[29].
- В 1960 году именем Н. С. Самокиша была названа также одна из улиц в центре Симферополя (бывш. ул. Кооперативная)[30].
- В Харькове есть переулок Самокиша (между улицами Данилевского и Культуры, рядом со ст. метро «Научная»).
- В 1962 году в Харькове, на доме № 37 по ул. Дарвина, где в 1929—1941 годах жил художник, установлена мемориальная доска (скульптор Ю. П. Варвянский)[31].
- В 1993 году улица Тарасовская боковая во Львове была переименована в улицу Самокиша[32].

## Галерея
- Н. С. Самокиш, «Тройка (на разгоне)». «Изображение лошади — это та стихия, в которой художник чувствует себя свободно. Здесь он виртуоз своего дела.»
- Н. С. Самокиш. «Явление св. Саввы Сторожевского». Иллюстрация к поэме Л. Мея «Избавитель», из книги «Великокняжеская, царская и императорская охота на Руси» (1896—1911).
- С. И. Васильковский, Н.С. Самокиш. Иллюстрация к альбому «Из Украинской старины» (1900).
- Дело у Вафангоу. 17 мая 1904
- Из набега генерала Мищенко на Инкоу: отряд забайкальских казаков с переводчиком
- Н. С. Самокиш. Обложка (1907).
- Н. С. Самокиш. «Погоня». Война 1904—1905. Из дневника художника (1908)
- Н. С. Самокиш. Война 1904—1905. Из дневника художника (1908).
- «Атака Шевардинского редута». Литография по русунку Н. Самокиша (1910)[15].
- Н. С. Самокиш. «Подвиг солдат Раевского под Салтановкой» (1912)
- Н. С. Самокиш. «Атака литовцев» (1912)
- Н. С. Самокиш. «В Галиции. Кавалерист» (1914)
- Н. С. Самокиш. «Бой под Ярославом». Гравюра // Нива — 1914. — № 45.
- Н. С. Самокиш. «На постой», конец XIX века
- Н. С. Самокиш. «Вечер в Крыму»

## Сочинения
- Альбом полей сражений: 1854—1855 / Н. С. Самокиш. — Петроград, [1904]. — 58 с.
- Император Александр I-й призывает москвичей на защиту отечества 15 июля: пояснительное описание к акварельной картине. — Киев, 1910.
- Мотивы украинского орнамента/ сост. Н. С. Самокиш. — Харьков; Санкт-Петербург, 1912. — 40 с.